# Hypostomus brevis
Hypostomus brevis är en fiskart som först beskrevs av Nichols, 1919.  Hypostomus brevis ingår i släktet Hypostomus och familjen Loricariidae. Inga underarter finns listade i Catalogue of Life.